# Heikkurinsaari
Heikkurinsaari är en ö i Finland.   Den ligger i kommunen Torneå i landskapet Lappland, i den norra delen av landet, 600 km norr om huvudstaden Helsingfors.